# هيماني شيفبوري
هيماني شيفبوري هي ممثلة هندية، ولدت في 24 أكتوبر 1960 في الهند.

## أعمال

### أفلام
- (1995) رجوع العاشق المجنون
- (1997) بلد اجنبي
- (1998) كوتش كوتش هوتا هي
- (2001) أحيانا السعادة وأحيانا الحزن[4]
- (2008) الحظ والتواصل

## وصلات خارجية
- هيماني شيفبوري على موقع IMDb (الإنجليزية)
- هيماني شيفبوري على موقع ألو سيني (الفرنسية)
- هيماني شيفبوري على موقع أول موفي (الإنجليزية)
- هيماني شيفبوري على موقع قاعدة بيانات الفيلم (الإنجليزية)
- هيماني شيفبوري على موقع كينوبويسك (الروسية)